# Athéni Ikariosz
Ikariosz (görög betűkkel Ἰκάριος) a görög mitológia alakja.

## Története
Ikariosz az első szőlőműves volt, aki magától, a mámor istenétől, Dionüszosztól kapott egy szőlőindát. Az isten megtanította Ikarioszt a bor készítésére, aki az itallal megkínált néhány pásztort. Azok azonban, nem ismerve még a bor hatását, tisztán itták azt, és berúgtak. Részegségüket mérgezésnek gondolták, ezért meggyilkolták Ikarioszt. Másnap, amikor kijózanodtak, eltemették. Ikariosz kutyája, Maira gazdája sírjához vezette annak lányát, Érigonét. A lány bánatában öngyilkos lett, felakasztotta magát egy fára apja sírjánál. Az istenek csillaggá változtatták a szerencsétlen sorsú lányt. A történetet Érigoné címmel Eratoszthenész Pentatlosz, a tudós költő is megénekelte.
Az ókori Görögországban, elsősorban Athénban a tavasz elején Aióra néven vallási szertartást rendeztek a mitológiai esemény emlékére.